# Littorophiloscia normae
Littorophiloscia normae là một loài chân đều trong họ Philosciidae. Loài này được Van Name miêu tả khoa học năm 1924.